# Sankt Wolfgang im Salzkammergut
Sankt Wolfgang im Salzkammergut est une commune autrichienne du district de Gmunden en Haute-Autriche. Elle est internationalement célèbre grâce à l'opérette L'Auberge du Cheval-Blanc. 

## Géographie
La ville est située dans le centre de l'Autriche, sur la rive nord du lac Wolfgang, à proximité des villes de Strobl et Sankt Gilgen, dans l'État de Salzbourg, au pied du Schafberg.

## Histoire
Saint Wolfgang érigea la première église sur la rive du Lac Wolfgang après qu'il se fut retiré, non loin de là, à l'abbaye de Mondsee en 976. Selon la légende, il a jeté une hache au pied de la montagne pour trouver le site et aurait même convaincu le diable à contribuer à la construction en lui promettant le premier être vivant qui entrera dans l'église. Satan fut déçu parce que la première créature qui franchit la porte était un loup.
Après la canonisation de Wolfgang en 1052, l'église est devenue un important site de pèlerinage, comme c'est mentionné dans un acte 1183 par le pape Lucius III. En 1481, on plaça sur l'autel le célèbre polyptyque de Michael Pacher. Des maisons ont été construites près de l'église dès l'époque médiévale. L'hôtel « Weißes Rössl » (« L'auberge du Cheval blanc ») fut inauguré en 1878.
Pendant la Seconde Guerre mondiale, Sankt Wolfgang abrita un camp annexe du camp de concentration de Dachau.

## Culture

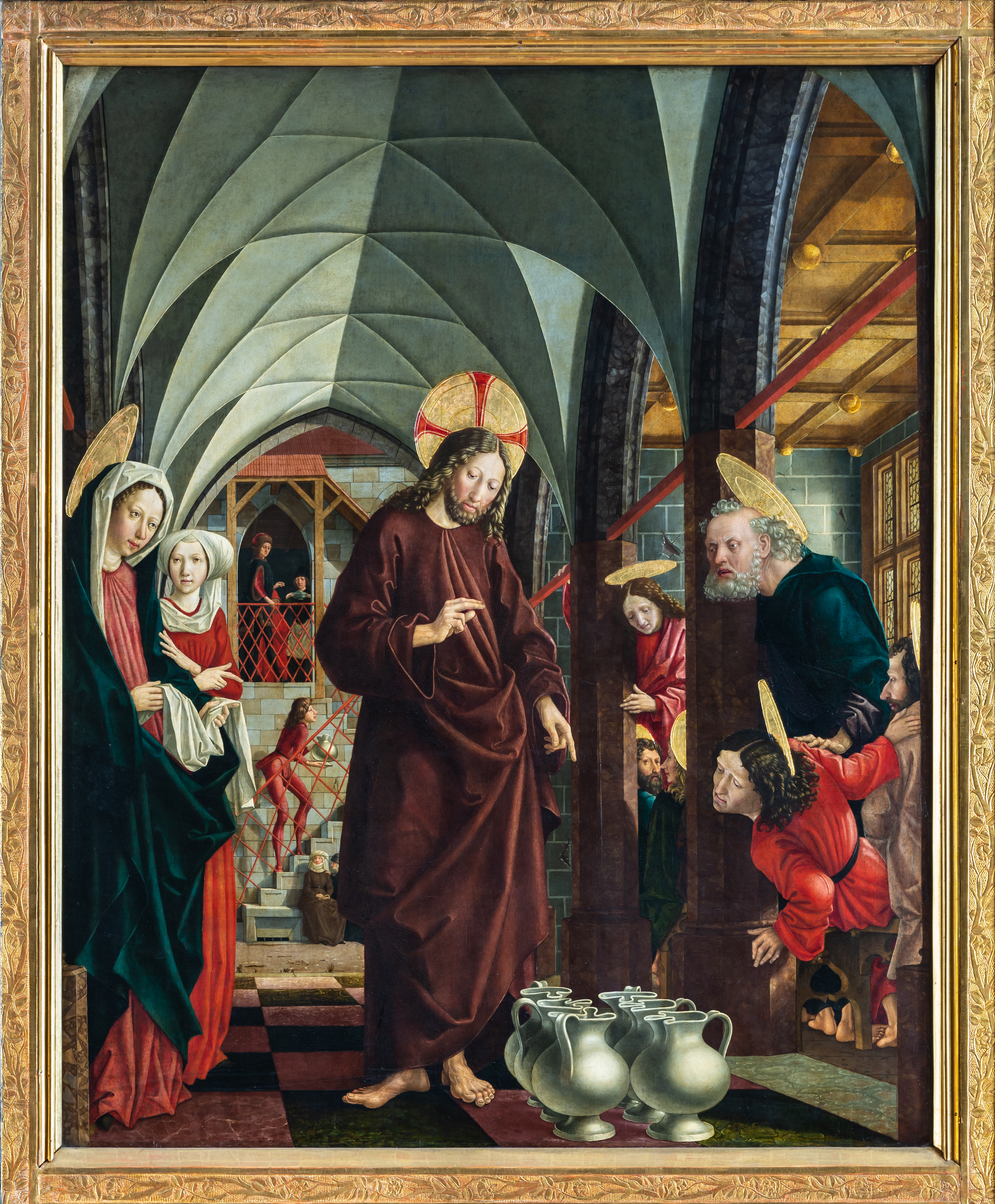
Les Noces de Cana, tableau de Michael Pacher à l'église St. Wolfgang Altarpiece dans la paroisse de Sankt Wolfgang im Salzkammergut.

Sankt Wolfgang est célèbre pour l'Auberge du Cheval blanc, opérette de Ralph Benatzky, et pour son église de pèlerinage avec le retable en gothique tardif de Michael Pacher.
Destination thermale, Sankt Wolfgang est également une station de ski populaire pendant l'hiver. Un train à crémaillère, le Schafbergbahn conduit les touristes et sportifs au sommet de la montagne Schafbergbahn (en).

## Personnalités
- Emil Jannings (1884-1950), acteur, premier lauréat de l'Oscar du meilleur acteur, enterré à St. Wolfgang
- Ralph Benatzky (1884-1957), compositeur de Im weißen Rößl (L'Auberge du Cheval Blanc), enterré à St. Wolfgang
- Rudolf Nierlich (1966-1991), trois fois champion du monde de ski alpin, né à St. Wolfgang